# Punerot
Punerot là một xã, nằm ở tỉnh Vosges trong vùng Grand Est của Pháp. Xã này có diện tích 13,77 kilômét vuông, dân số năm 1999 là 136 người. Xã này nằm ở khu vực có độ cao trung bình 293 m trên mực nước biển.

## Biến động dân số
| 1962                                         | 1968 | 1975 | 1982 | 1990 | 1999 |
| -------------------------------------------- | ---- | ---- | ---- | ---- | ---- |
| 164                                          | 189  | 163  | 156  | 112  | 136  |
| Số liệu từ năm 1962: Dân số không tính trùng |      |      |      |      |      |